# 皮埃尔·布吕内 (花样滑冰运动员)
皮埃尔·布吕内（法語：Pierre Brunet，1902年6月28日—1991年7月27日），法国男子花样滑冰运动员。他曾代表法国参加1924年、1928年和1932年冬季奥林匹克运动会花样滑冰比赛，共获得二枚金牌和一枚铜牌。